# Margaret Jenkins
Margaret Jenkins (* 1942) ist eine US-amerikanische Tänzerin und Choreographin.

## Leben
Jenkins begann ihre Ausbildung als Tänzerin in San Francisco. Sie studierte an der Juilliard School und an der University of California, Los Angeles und tanzte dann in New York in den Ballettkompanies von Jack Moore, Viola Farber, Judy Dunn, James Cunningham, Gus Solomons und Twyla Tharp. 1970 kehrte sie nach San Francisco zurück, wo sie 1973 die Margaret Jenkins Dance Company sowie eine Schule für die Ausbildung professioneller moderner Tänzer, an der junge Choreographen die Möglichkeit zu experimentieren erhalten und u. a. Viola Farber und Merce Cunningham häufig gastierten.
Neben mehr als 90 Werken für ihre eigene Kompanie choreographierte Jenkins für zahlreiche andere Formationen, u. a. das New Dance Ensemble in Minneapolis, das Repertory Dance Theatre in Salt Lake City, das Oakland Ballet, das Cullberg Ballet of Sweden und die Tanzkompanie Ginko aus Tokio. Für das San Francisco Ballet schuf sie zum 75. Jahrestag seiner Gründung 2008 Thread.  Sie war Gründungsmitglied der Bay Area Dance Coalition und von Dance/USA, deren erstem Vorstand sie angehörte und ist Mitglied des Vorstands des Yerba Buena Center for the Arts. 2004 startete sie mit ihrer Company das Programm Choreographers in Mentorship Exchange (CHIME) mit dem Ziel, den Austausch und langfristige Beziehungen zwischen jungen und etablierten Choreographen und die Weiterbildung in Choreographie außerhalb des akademischen Umfelds zu fördern. Zugleich eröffnete sie ihr neues Studio, das Margaret Jenkins Dance Lab. Außerdem ist sie Mitbegründerin des Center for Creative Research in New York und war maßgeblich an Choreographers in Action beteiligt.
Nach 2005 widmeten sich Jenkins und ihre Kompanie der kulturübergreifenden Zusammenarbeit mit ausländischen Künstlern wie der Tanusree Shankar Dance Company aus Indien, der Guangzhou Modern Dance Company aus China und der Amir Kolben Company aus Israel und multimedialen Projekten u. a. mit der Medienkünstlerin Naomie Kremer. Langjährige Partner waren auch der Designer Alexander V. Nichols, der Komponist Paul Dresher, der Librettist, Autor, Komponist, Regisseur und Schauspieler Rinde Eckert Künstler wie Terry Allen, Alvin Curran, David Lang, Bruce Nauman und Yoko Ono. Ausgezeichnet wurde sie u. a. dreimal mit einem Isadora Duncan Dance Award.